# Neurey-lès-la-Demie
Neurey-lès-la-Demie est une commune française située dans le département de la Haute-Saône, la région culturelle et historique de Franche-Comté et la région administrative Bourgogne-Franche-Comté.
Les habitants de la commune n'ont pas de gentilé.

## Géographie
Neurey-lès-la-Demie se trouve à 7 km au sud-est de Vesoul. Situé aux premiers contreforts d’un plateau calcaire qui s’étire vers le sud, son territoire oscille entre monts et vaux, avec des variations comprises entre 271 et 446 mètres. Le territoire agricole est principalement consacré à l'élevage de bovins et la culture de céréales.
Des failles engouffrent de petits ruisseaux qui récupèrent de multiples sources issues des espaces boisés. La forêt couvre environ la moitié de la commune. Le village de caractère, de type regroupé, presque entièrement rénové, est assorti de hameaux comme les Angelots, les Pierrons, le Château Bleu ou les Jean-Bels.
| La Demie         | Quincey             | Villers-le-Sec        |
| Vallerois-Lorioz | Neurey_lès-la Demie |                       |
|                  | Filain              | Dampierre-sur-Linotte |

### Climat
Pour des articles plus généraux, voir Climat de la Bourgogne-Franche-Comté et Climat de la Haute-Saône.
En 2010, le climat de la commune est de type climat de montagne, selon une étude du Centre national de la recherche scientifique s'appuyant sur une série de données couvrant la période 1971-2000. En 2020, Météo-France publie une typologie des climats de la France métropolitaine dans laquelle la commune est exposée à un climat semi-continental et est dans la région climatique  Lorraine, plateau de Langres, Morvan, caractérisée par un hiver rude (1,5 °C), des vents modérés et des brouillards fréquents en automne et hiver. 
Pour la période 1971-2000, la température annuelle moyenne est de 9,9 °C, avec une amplitude thermique annuelle de 17,1 °C. Le cumul annuel moyen de précipitations est de 1 180 mm, avec 13,4 jours de précipitations en janvier et 10,2 jours en juillet. Pour la période 1991-2020, la température moyenne annuelle observée sur la station météorologique de Météo-France la plus proche, « Frotey_sapc », sur la commune de Frotey-lès-Vesoul à 5 km à vol d'oiseau, est de 11,2 °C et le cumul annuel moyen de précipitations est de 914,2 mm. 
La température maximale relevée sur cette station est de 38,5 °C, atteinte le 25 juillet 2019 ; la température minimale est de −14,9 °C, atteinte le 20 décembre 2009,,. 
Les paramètres climatiques de la commune ont été estimés pour le milieu du siècle (2041-2070) selon différents scénarios d'émission de gaz à effet de serre à partir des nouvelles projections climatiques de référence DRIAS-2020. Ils sont consultables sur un site dédié publié par Météo-France en novembre 2022.

## Urbanisme

### Typologie
Au 1er janvier 2024, Neurey-lès-la-Demie est catégorisée commune rurale à habitat dispersé, selon la nouvelle grille communale de densité à sept niveaux définie par l'Insee en 2022.
Elle est située hors unité urbaine. Par ailleurs la commune fait partie de l'aire d'attraction de Vesoul, dont elle est une commune de la couronne,. Cette aire, qui regroupe 158 communes, est catégorisée dans les aires de 50 000 à moins de 200 000 habitants,.

### Occupation des sols
L'occupation des sols de la commune, telle qu'elle ressort de la base de données européenne d’occupation biophysique des sols Corine Land Cover (CLC), est marquée par l'importance des forêts et milieux semi-naturels (53,6 % en 2018), en augmentation par rapport à 1990 (49,9 %). La répartition détaillée en 2018 est la suivante : 
forêts (53,6 %), zones agricoles hétérogènes (25,9 %), prairies (9,3 %), terres arables (8 %), zones urbanisées (3,2 %). L'évolution de l’occupation des sols de la commune et de ses infrastructures peut être observée sur les différentes représentations cartographiques du territoire : la carte de Cassini (XVIIIe siècle), la carte d'état-major (1820-1866) et les cartes ou photos aériennes de l'IGN pour la période actuelle (1950 à aujourd'hui).

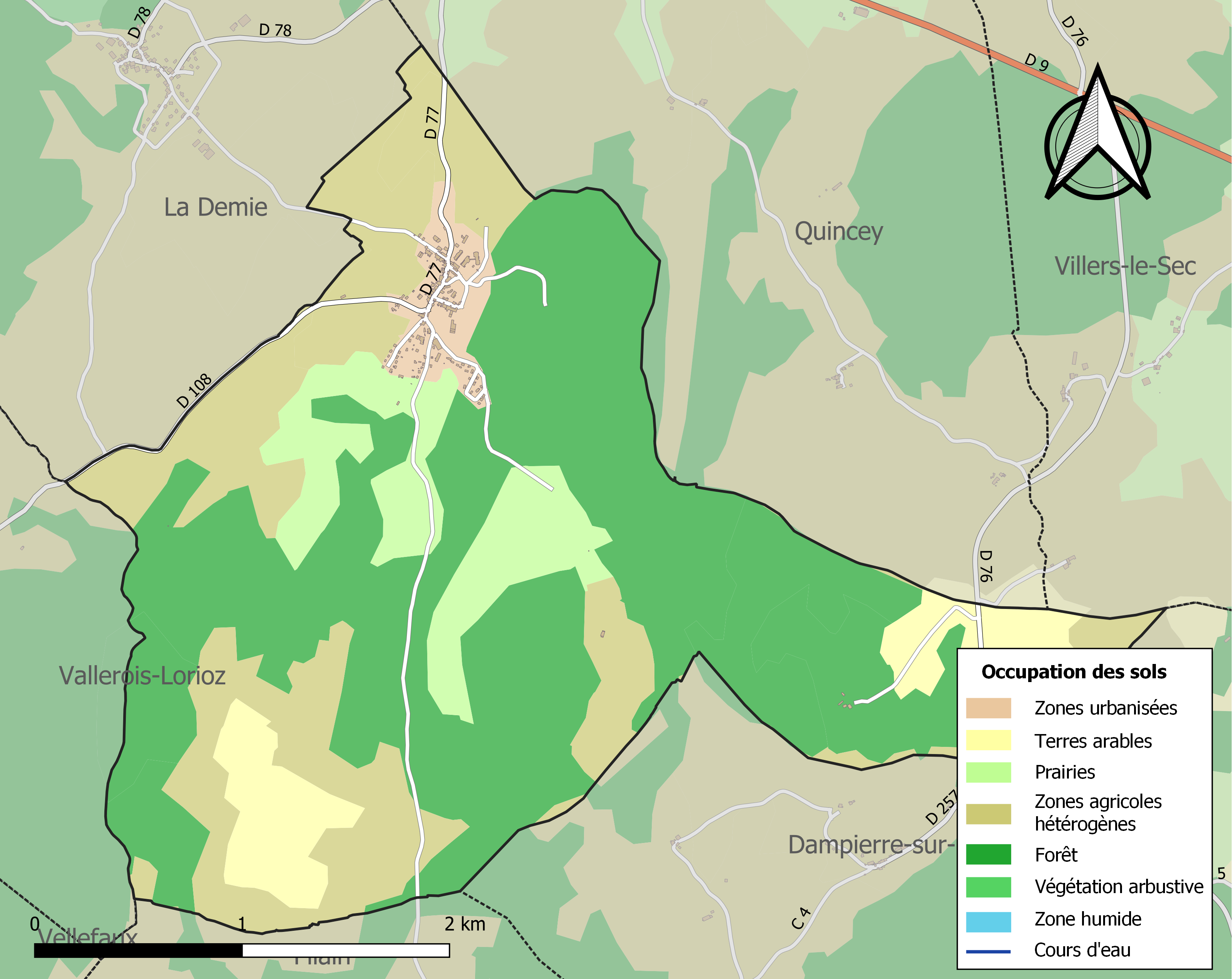
Carte des infrastructures et de l'occupation des sols de la commune en 2018 (CLC).

## Histoire
L'histoire de Neurey-lès-la-Demie remonte au XVIe siècle où un château fut construit sur la colline Maspat. La terre de Neurey était tenue dans le XVIIe siècle par la famille Clerc de Vesoul. Lors de la seconde conquête de la province par les français en 1674, le village et ses habitants résistèrent courageusement aux troupes françaises pourtant beaucoup plus nombreuses. Le château fut pris et brûlé .On dénombra 14 morts et 30 prisonniers parmi les habitants. Reconstruit par cette famille, qui l'a possédé jusqu'à la révolution, il a passé ensuite à M. de Fontenay, puis à Madame de Cointet. Le département y a établi en 1862, par suite d'acquisition, le dépôt de mendicité. Depuis, une maison de retraite y a installé ses lits et a transformé le lieu en maison de repos pour personnes âgées: Ehpad dépendant du CH70. On y trouve encore la chapelle mais le château a été entièrement modifié en 1924.

## Héraldique
| Blason de Neurey-lès-la-Demie | Blason  | D'or au chevron d'azur accompagné de trois feuilles de noyer, fruitées de deux pièces de sinople. |
| Blason de Neurey-lès-la-Demie | Détails | Le statut officiel du blason reste à déterminer.                                                  |

## Politique et administration

### Rattachements administratifs et électoraux
La commune fait partie de l'arrondissement de Vesoul du département de la Haute-Saône, en région Bourgogne-Franche-Comté. Pour l'élection des députés, elle dépend de la deuxième circonscription de la Haute-Saône.
Neurey-lès-la-Demie faisait partie depuis 1801 du canton de Noroy-le-Bourg. Dans le cadre du redécoupage cantonal de 2014 en France, la commune est désormais rattachée au canton de Villersexel.

### Intercommunalité
Neurey-lès-la-Demie était membre de la communauté de communes du Chanois, créée le 29 décembre 2000.
Dans le cadre de la mise en œuvre du schéma départemental de coopération intercommunale approuvé en décembre 2011 par le préfet de Haute-Saône, et qui prévoit notamment la fusion la fusion des communautés de communes du Pays de Montbozon et du Chanois, afin de former une nouvelle structure regroupant 27 communes et environ 6 500 habitants,, la commune est membre depuis le 1er janvier 2014 de la communauté de communes du Pays de Montbozon et du Chanois.

### Politique locale
Compte tenu de sa population, Neurey-lès-la-Demie est administrée par un conseil municipal composé de 11 élus.

### Liste des maires

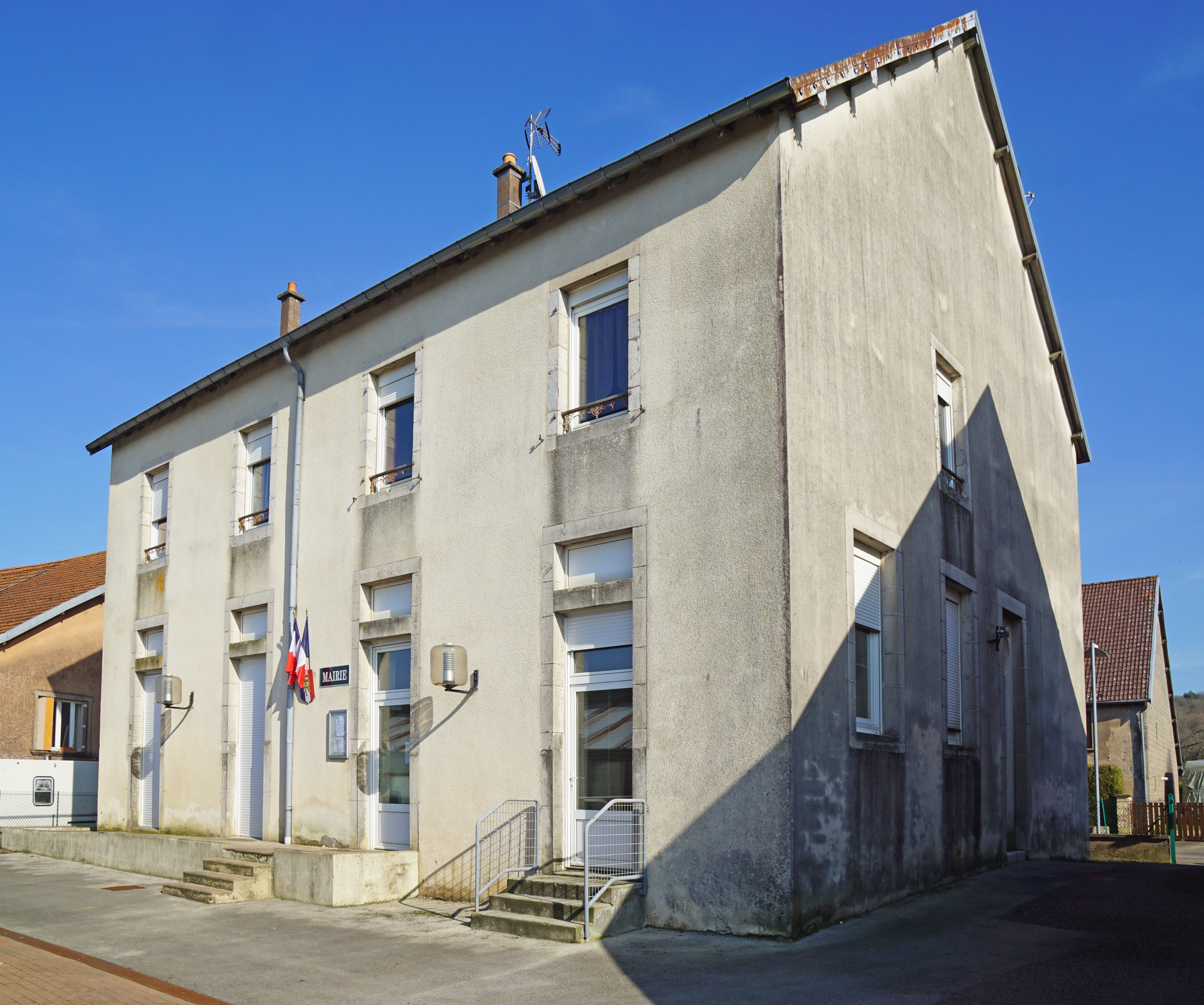
La mairie.

| Période                                  | Période  | Identité        | Étiquette | Qualité |
| ---------------------------------------- | -------- | --------------- | --------- | --- |
| Les données manquantes sont à compléter. |          |                 |           | |
| 1989                                     | 2014     | M. Claude Guyon |           | Président de la CC du Chanois[Quand ?] |
| 2014                                     | En cours | Sabrina Fleurot | DVG       | Libraire Conseillère régionale (2004 → 2010) Conseillère départementale de Villersexel (2015 → ) Présidente de la CC du Pays de Montbozon et du Chanois (2020 → ) |

## Démographie
En 2022, la commune de Neurey-lès-la-Demie comptait 352 habitants. À partir du XXIe siècle, les recensements réels des communes de moins de 10 000 habitants ont lieu tous les cinq ans. Les autres « recensements » sont des estimations.
| 1793 | 1800 | 1806 | 1821 | 1831 | 1836 | 1841 | 1846 | 1851 |
| ---- | ---- | ---- | ---- | ---- | ---- | ---- | ---- | ---- |
| 335  | 353  | 336  | 344  | 373  | 368  | 380  | 389  | 369  |

| 1856 | 1861 | 1866 | 1872 | 1876 | 1881 | 1886 | 1891 | 1896 |
| ---- | ---- | ---- | ---- | ---- | ---- | ---- | ---- | ---- |
| 387  | 317  | 309  | 361  | 390  | 404  | 388  | 374  | 430  |

| 1901 | 1906 | 1911 | 1921 | 1926 | 1931 | 1936 | 1946 | 1954 |
| ---- | ---- | ---- | ---- | ---- | ---- | ---- | ---- | ---- |
| 401  | 396  | 407  | 432  | 406  | 400  | 465  | 423  | 412  |

| 1962 | 1968 | 1975 | 1982 | 1990 | 1999 | 2005 | 2006 | 2010 |
| ---- | ---- | ---- | ---- | ---- | ---- | ---- | ---- | ---- |
| 449  | 471  | 441  | 414  | 352  | 344  | 345  | 340  | 347  |

| 2015 | 2020 | 2022 | - | - | - | - | - | - |
| ---- | ---- | ---- | - | - | - | - | - | - |
| 333  | 348  | 352  | - | - | - | - | - | - |

## Sport
Des épreuves des championnats de France de cyclisme sur route 2016 de Vesoul se sont déroulées les 23, 25 et 26 juin 2016 sur le territoire de la commune de Neurey-lès-la-Demie.

## Économie
Après une baisse de la population en fin de XXe siècle, la tendance est à nouveau à la hausse. Ceci est en partie dû à la création de nouvelles infrastructures routières et d'un nouveau lotissement qui a fait grossir cette population qui, pour la plupart, est particulièrement intéressée par ce rapport de proximité entre la commune et la préfecture Vesoul.
En outre, une bonne partie de la population se trouve être composée de personnes hospitalisées à la MASPA (Maison d'Accueil et de Soins pour les Personnes Âgées) qui vient de créer courant 2006 une cellule de soins pour les maladies neurodégénératives comme Alzheimer ou Parkinson. Ainsi, certaines familles ont placé leurs proches à Neurey.
Donc, la stagnation démographique voire l'augmentation est bifactorielle, d'un côté due à l'aménagement d'infrastructures visant à attirer les personnes travaillant en ville et d'autre part au poids non négligeable dans la démographie du village imputable à la MASPA qui développe de nouveaux secteurs de prise en charge inexistants jusque-là au niveau départemental, mais nécessaires au vu du vieillissement de la population haut-sâonoise et plus généralement de la population française.

## Lieux et monuments
- Château reconstruit en 1682.
- Église du XIXe siècle avec vitraux originaux représentant des scènes du Nouveau Testament et clocher typiquement régional.
- Les bâtiments de l'EHPAD dont une grande chapelle.

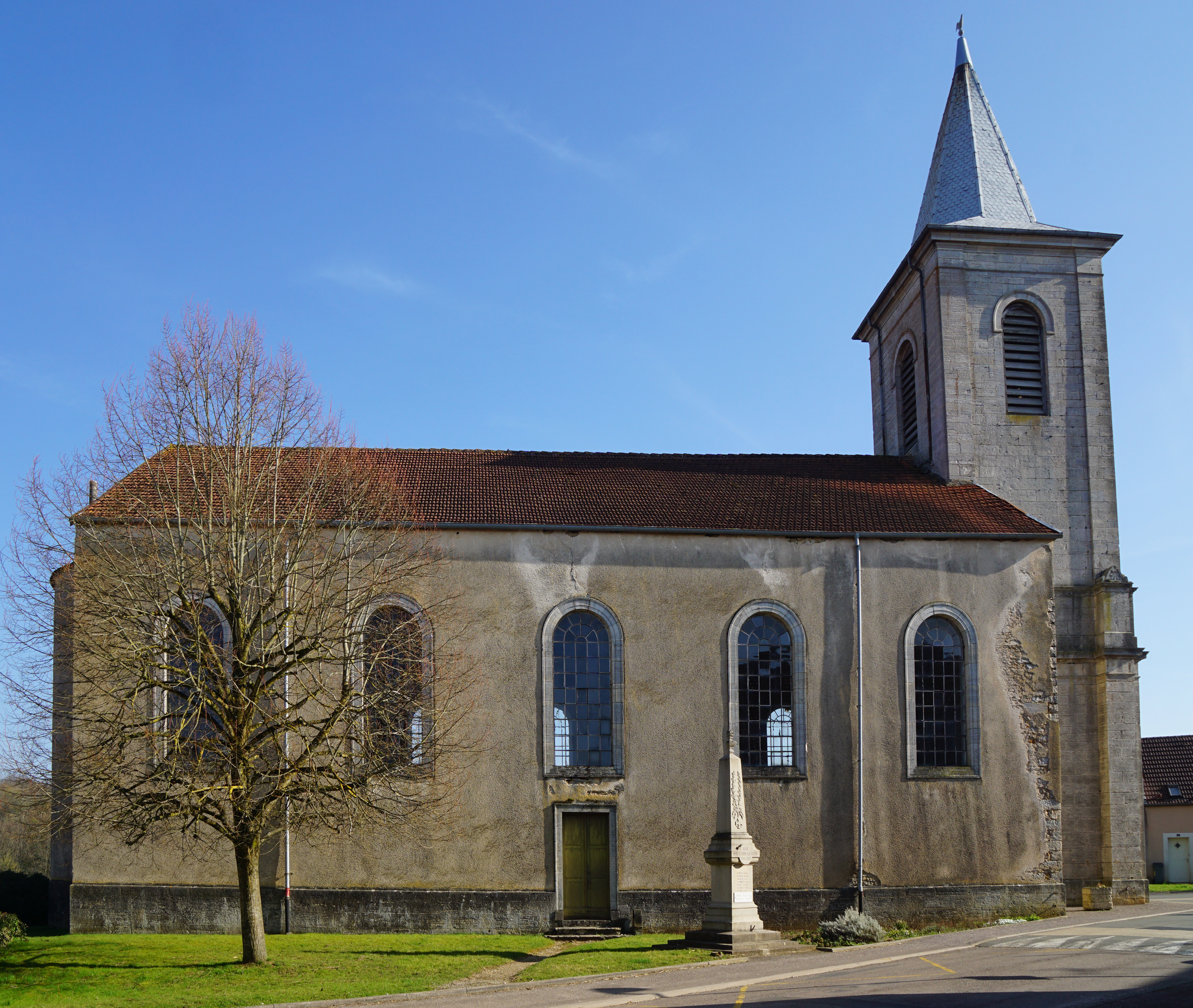
L'église.
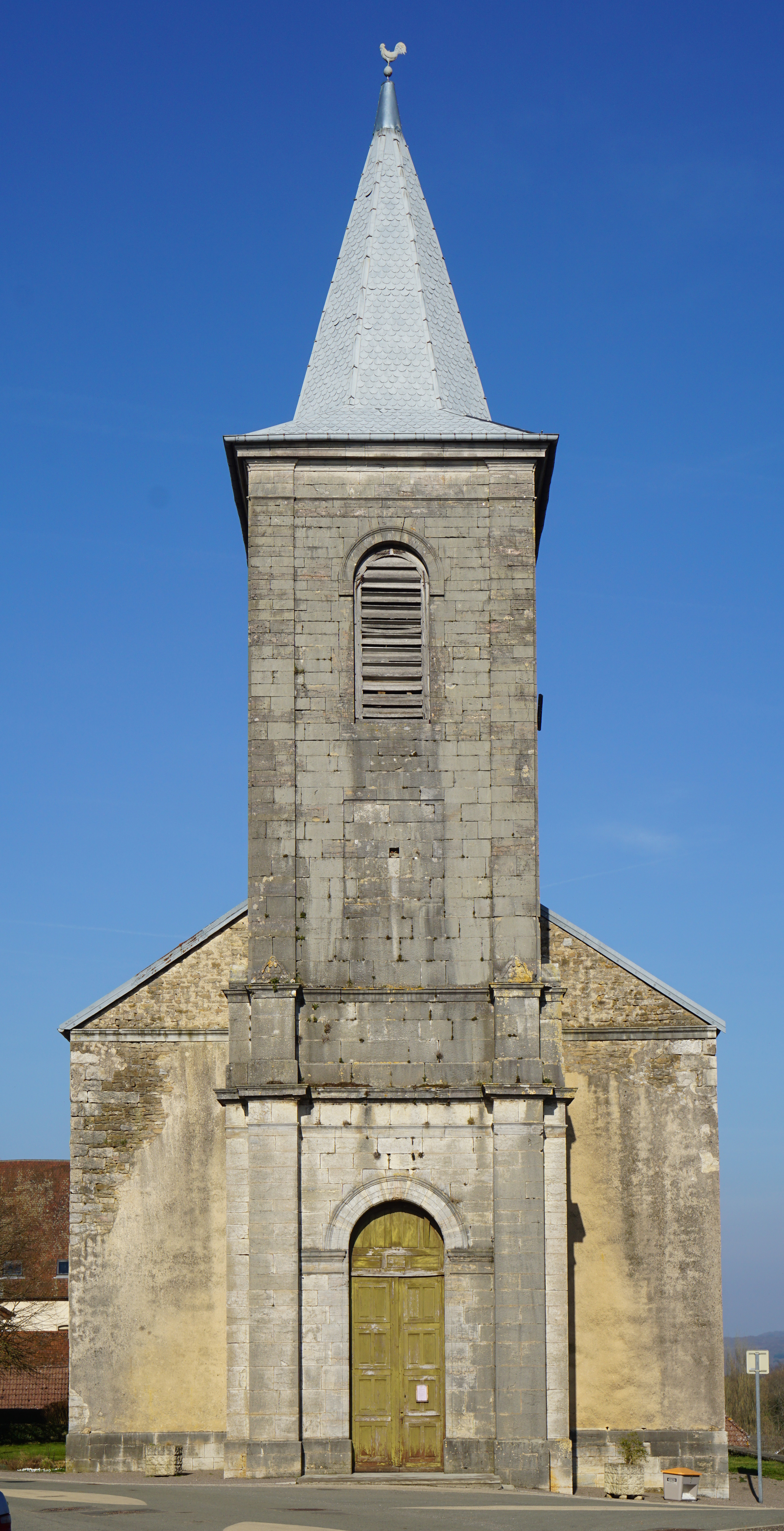
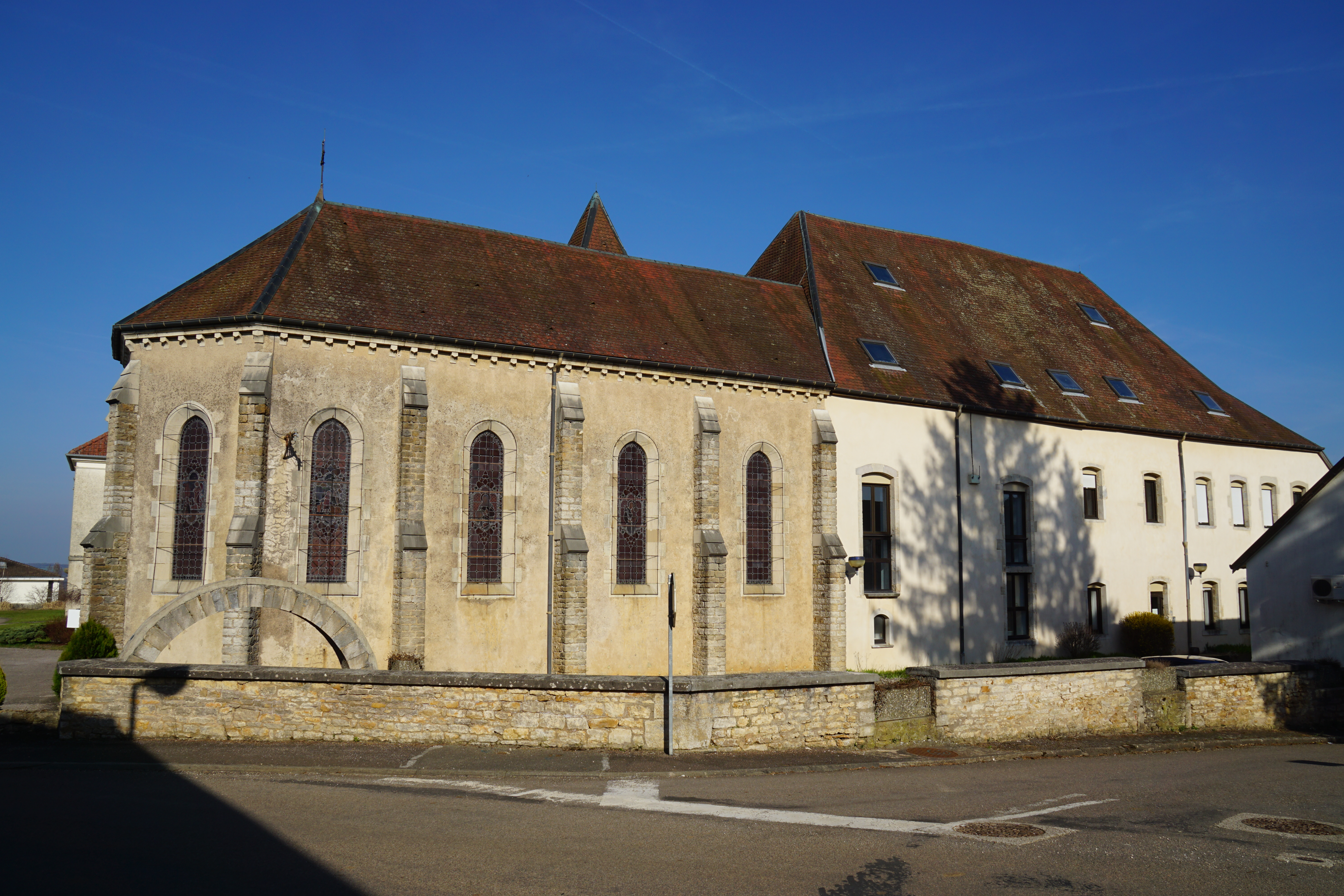
La chapelle de l'EHPAD.
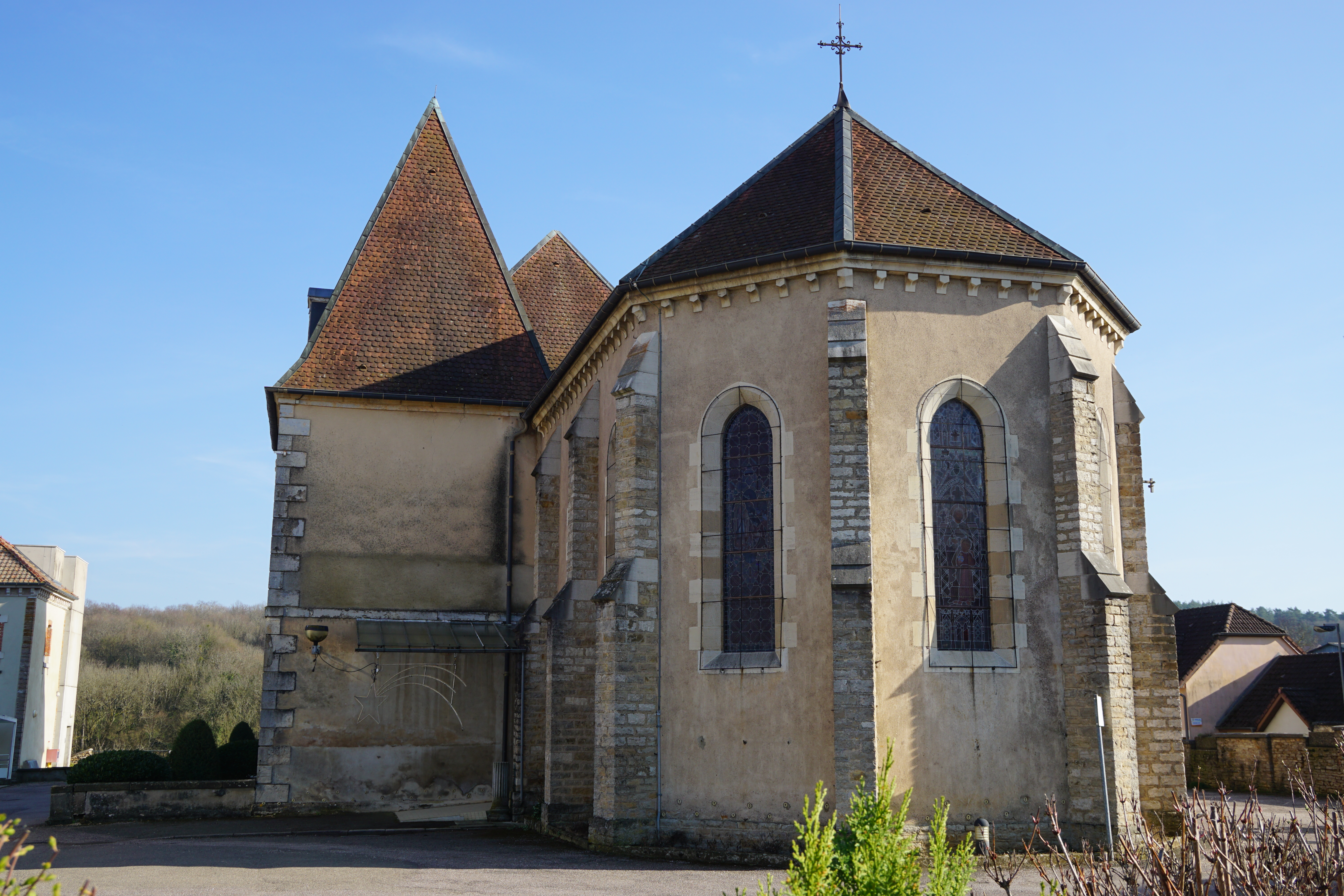
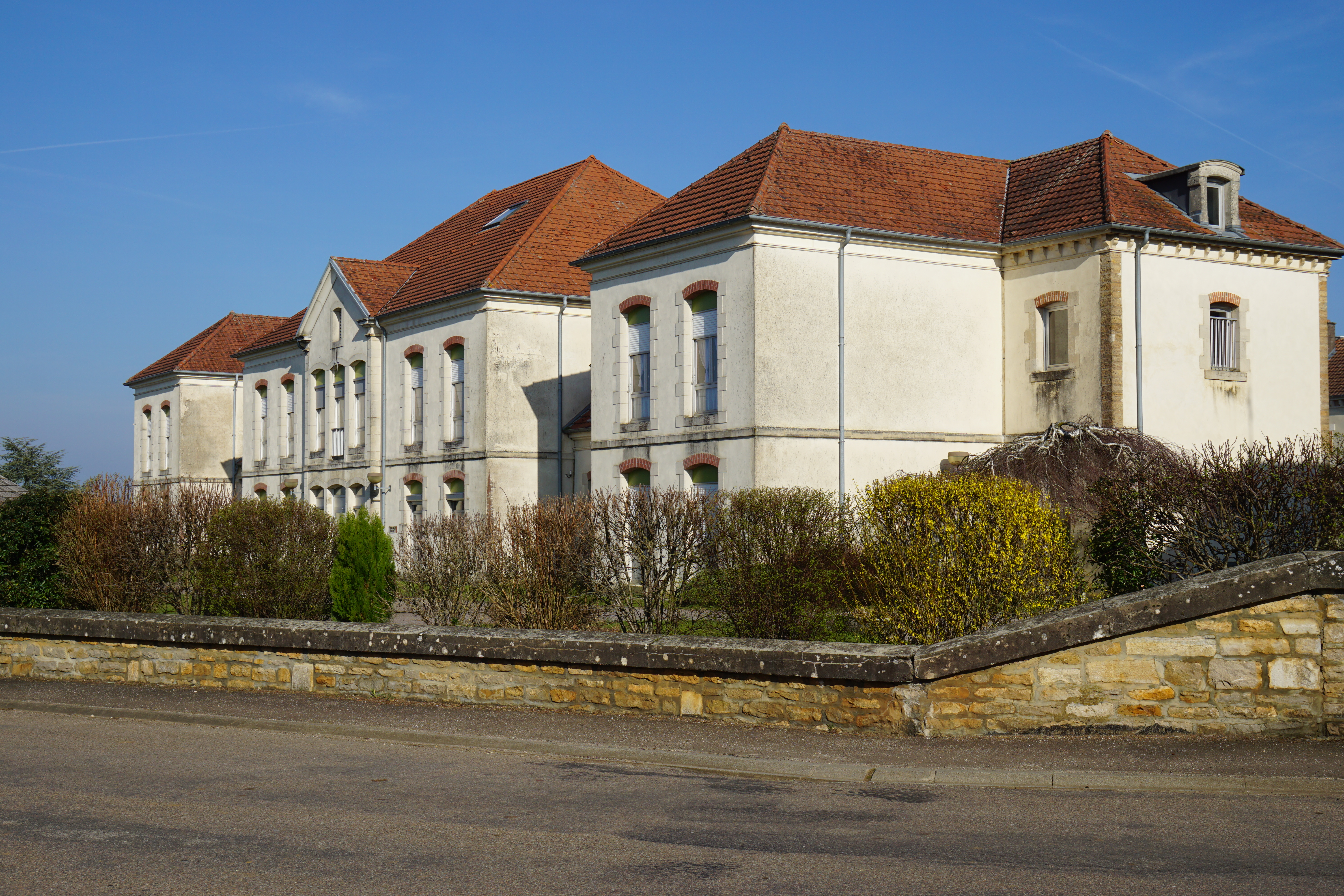
L'EHPAD.
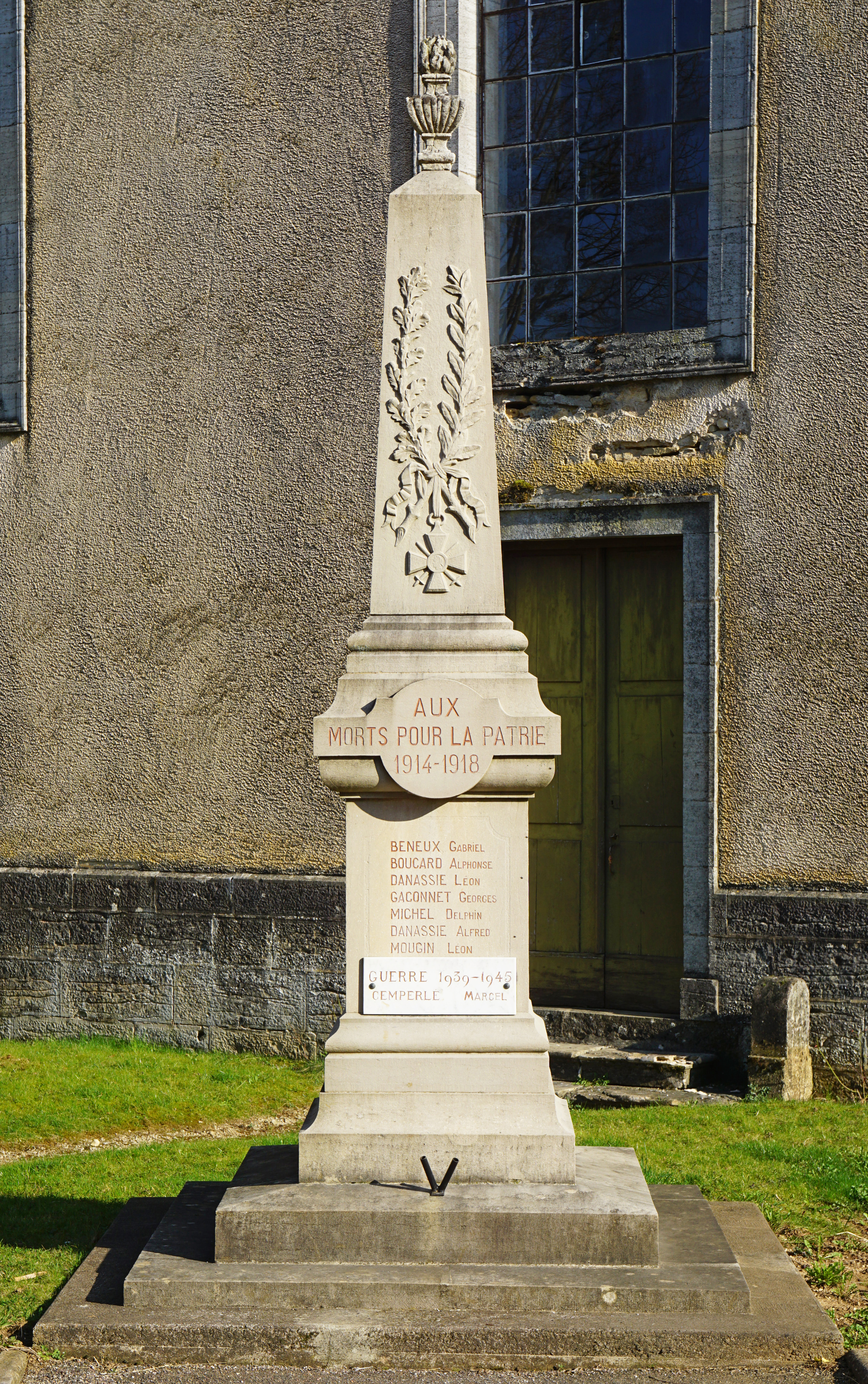
Monument aux morts.
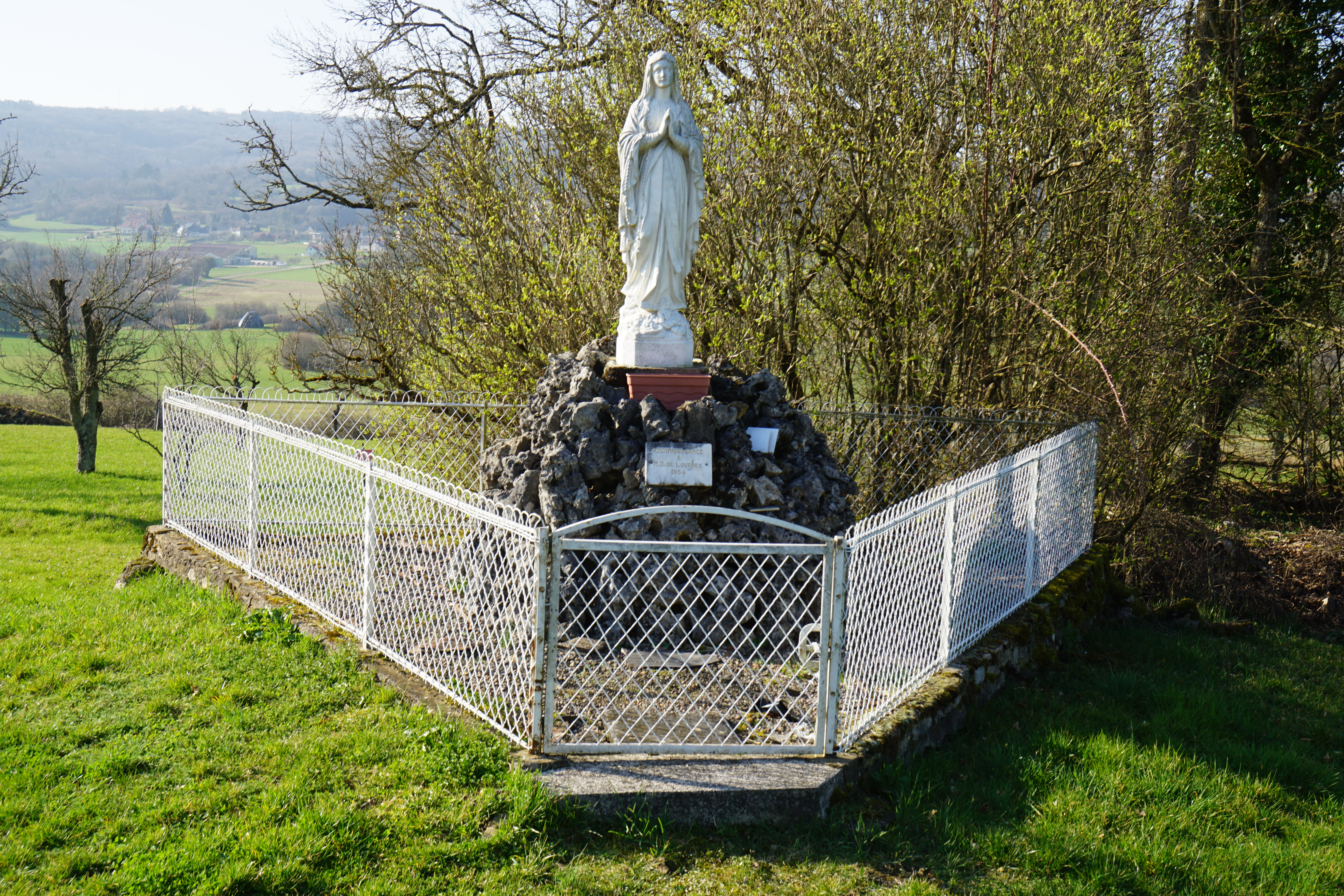
Statue de la Vierge.

## Personnalités liées à la commune
- Romain Meder, chef cuisinier